# Boală parazitară
O boală parazitară, cunoscută și sub numele de parazitoză, este o boală infecțioasă cauzată de paraziți. Paraziții sunt organisme care își obțin hrana de la gazda lor, provocând daune acesteia. Studiul paraziților și al bolilor parazitare se numește parazitologie, iar parazitologia medicală se concentrează pe trei grupuri majore de paraziți: protozoarele parazitare, helminții și artropodele parazitare.
Bolile parazitare sunt acele boli cauzate de agenți patogeni din regnul animal sau regnul protozoar.

## Terminologie
Deși anumite bacterii  se comportă ca paraziți, termenul de „boală parazitară” este de obicei rezervat pentru afecțiunile cauzate de protozoare, helminți și ectoparaziți.
- Protozoarele sunt organisme unicelulare, microscopice, care fac parte din regnul Protista și pot provoca infecții prin mecanisme precum pinocitoza și fagocitoza.
- Helminții sunt organisme multicelulare, macroscopice, aparținând regnului Animalia și includ cestoidele și trematodele, care absorb nutrienții direct prin tegument, și nematodele, care obțin nutrienții prin ingestie.[5]
- Ectoparaziții, cum ar fi acarienii și păduchii, trăiesc pe suprafața corpului gazdei.[7]

Protozoarele și helminții sunt endoparaziți, trăind în interiorul corpului gazdei, în timp ce ectoparaziții trăiesc pe pielea gazdei. În unele cazuri, termenul „boală parazitară” se referă strict la infecțiile cauzate de endoparaziți.

## Transmiterea paraziților
Paraziții pot fi contractați prin consumul de alimente sau apă contaminate, prin mușcături de insecte, contact sexual, sau contact direct cu animale infectate. Alte căi comune de transmitere includ:
- Mersul desculț în zone contaminate
- Eliminarea necorespunzătoare a fecalelor
- Lipsa igienei personale
- Contactul apropiat cu persoane infectate
- Consumul de carne nepreparată corespunzător sau de fructe și legume nespălate.

## Tratament
Infecțiile parazitare sunt, de obicei, tratabile cu medicamente antiparazitare. În plus, s-a propus utilizarea virusurilor (terapie viroterapeutică) pentru tratamentul anumitor infecții cauzate de protozoare, deși această metodă este încă în stadiu experimental.